# اچ پی ای اپن‌کال

## اچ‌پی‌ای اپن‌کال
اچ‌پی‌ای اپن‌کال مجموعه‌ای از محصولات شبکه و تلفن است که توسط شاخه "راه‌حل‌های ارتباطات و رسانه" شرکت فناوری HPE ارائه می‌شود. این مجموعه معمولاً به عنوان مجموعه‌ای از نرم‌افزارها و سخت‌افزارهایی توصیف می‌شود که امکان پیاده‌سازی خدمات معمول اپراتورهای مخابراتی مانند پست صوتی، پیام کوتاه (SMS)، پیش‌پرداخت، صدور صورتحساب، HLR و غیره را فراهم می‌کند. این سیستم پروتکل‌ها و استانداردهای صنعت مخابرات مانند SS7، ISUP، TCAP، SIP، MRCP، RTSP و VoiceXML را پیاده‌سازی می‌کند.

### محصولات
خط محصولات اچ‌پی‌ای اپن‌کال توسط سازمان راه‌حل‌های ارتباطات و رسانه HPE در چهار حوزه اصلی ارائه می‌شود - سرور رسانه، کنترل خدمات و هزینه، سیگنالینگ و تحرک مشترک. پلتفرم رسانه‌ای اچ‌پی‌ای اپن‌کال یک سرور صوتی و تصویری و پلتفرم عملکرد منابع رسانه‌ای است که برای توسعه و استقرار پیام‌رسانی، پورتال‌ها و سرویس‌های تعاملی استفاده می‌شود.
اچ‌پی‌ای سه پلتفرم خدمات و هزینه‌گذاری برای ارائه‌دهندگان خدمات مخابراتی ارائه می‌دهد. این‌ها شامل کنترل‌کننده دسترسی خدمات اچ‌پی‌ای اوپن‌کال برای خدمات صوتی و داده پیش‌پرداخت و پس‌پرداخت؛ کنترل‌کننده خدمات اچ‌پی اپن‌کال، یک پلتفرم باز برای ساخت خدمات مبتنی بر چند شبکه و توسعه برنامه‌ها در معماری‌های 2G و 3G ؛ و سرور شبکه هوشمند اچ‌پی اوپن‌کال که برای عملیاتی مانند e911 در سیستم‌های مخابراتی سیمی قدیمی، بی‌سیم و سیستم‌های مخابراتی نسل بعدی استفاده می‌شود.
سه پلتفرم سیگنالینگ اچ‌پی‌ای اپن‌کال وجود دارد. دروازه انتقال سیگنال‌های IP باز اچ‌پی‌ای که امکان همگرایی و ارائه خدمات پیشرفته برای شبکه‌های ثابت، موبایل و پهن‌باند (برادبند) را فراهم می‌کند. سرور شبکه SIP اچ‌پی‌ای اوپن‌کال یک عنصر شبکه پروتکل آغاز نشست "همه در یک جعبه" برای شبکه‌های نسل بعدی و IMS است که استقرار و رشد خدمات مخابراتی پیشرفته را تسهیل می‌کند. پلتفرم سیگنالینگ جهانی اچ‌پی اپن‌کال (USP) شبکه‌های SS7 و IP SIGTRAN را متصل می‌کند و محیط‌های توسعه برای استقرار خدمات 2G، 2.5G و 3G را فراهم می‌کند.
شاخه راه‌حل‌های ارتباطات و رسانه HPE سه محصول تحرک مشترک را بازاریابی می‌کند. ثبت‌کننده مکان خانگی و سرور مشترک خانگی (HLR/HSS) اچ‌پی‌ای برای مدیریت مشترک و استقرار خدمات جدید از طریق یک سیستم متمرکز استفاده می‌شود. نهاد تعیین موقعیت اچ‌پی اپن‌کال یک پلتفرم اطلاعات مکانی است که توسط خدمات اضطراری و تجاری برای تعیین موقعیت دقیق یک ترمینال موبایل استفاده می‌شود. سرور مدیریت اسناد XML اچ‌پی‌ای اوپن‌کال برای استقرار پیام‌رسانی فوری و خدمات ارتباط گروهی در عین حفظ حریم خصوصی اطلاعات استفاده می‌شود.
دو پیشنهاد سیاست مشترکین وجود دارد. سرور مشترک خانگی اچ‌پی‌ای اپن‌کال برای ذخیره و مدیریت داده‌های مشترک هنگام انتقال به شبکه‌های نسل بعدی استفاده می‌شود. مدیر پروفایل اچ‌پی‌ای اپن‌کال داده‌های پروفایل کاربر و خدمات را برای خدمات وب 2.0 متصل می‌کند.
1. ↑  "Managing Automation.com: "HP Enhances Platform to Help Mobile Operators Deliver Personalized, Interactive Multimedia Services." Dec. 2007. Retrieved 2010-02-21". Archived from the original on 2008-11-20. Retrieved 2010-03-21.
2. ↑  ComputerWorld.com: “HP OpenCall Media Platform: A Cost-effective, Agile IP Media Server” Dec. 2009. Retrieved 2010-03-21.[پیوند مرده]
3. ↑  BillingWorld.com: “HP Reveals Stable of Real-time Charging Customers.”  Tim McElligott. July 2008
4. ↑  TMC.net: “Introducing HP OpenCall Intelligent Network Server.”  Mae Kowalke. June 2008.
5. ↑  LightReading.com: “AlcaLu & HP: SIP Can Wait” Caroline Chappell. Sept. 2009. Retrieved 2010-03-21.
6. ↑  Microsoft Exchange Research Library. “HP Open Call SS7.”
7. ↑  LightReading.com: “HP Unveils Mobile Solutions.” Feb. 2008.
8. ↑  "ConnectedPlanetOnline: "HP tools manage profiles, developer access." Rich Karpinski. Feb. 2008. Retrieved 2010-03-22". Archived from the original on 2011-07-21. Retrieved 2010-03-22.